# Ruddervoorde
Ruddervoorde is een dorp in de Belgische provincie West-Vlaanderen en een deelgemeente van Oostkamp, het was een zelfstandige gemeente tot aan de gemeentelijke herindeling van 1977. In het zuidwesten van het grondgebied, op de weg naar Torhout, ligt het gehucht Baliebrugge. Verder liggen in Ruddervoorde nog een aantal kleinere gehuchten verspreid, zoals Sijslo, Sint-Hubertus, Leegte, Molenhoek, Legendale en Bergen.

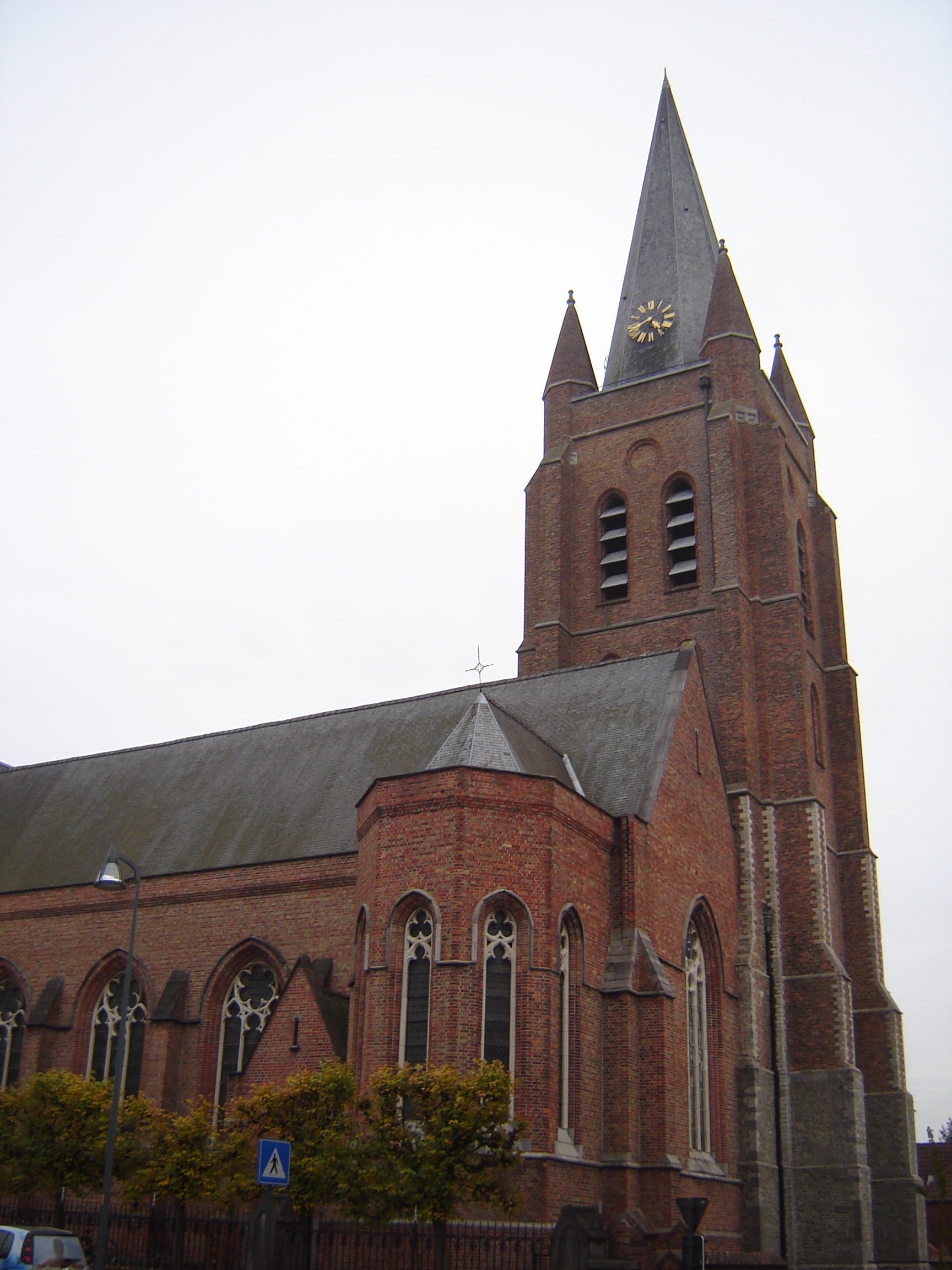
Sint-Eligiuskerk

## Geschiedenis
Reeds in de 10de eeuw werd de plaats vermeld. De naam zou een samenstelling zijn van ride (van rijden) en voorde, dus een plaats waar men te paard kon oversteken. De volksetymologie zou dan aansluiting gezocht hebben bij het begrip ridder, lokaal rudder. De naam wordt door sommigen dan verklaard als "Ridderfort", en zou de oorsprong zijn van de Engelstalige plaats- en persoonsnaam "Rutherford".
In een akte uit de 11de eeuw werden de rechten over de parochiekerk van Ruddervoorde van het Sint-Donaaskapittel in Brugge bevestigd door Radboud II, bisschop van het Bisdom Doornik. Op bestuurlijk gebied hadden verschillende heerlijkheden de macht. De belangrijkste waren het Hof van Ruddervoorde, Coubrouck, den Houtschen en de heerlijkheid van Gentbrugge. Het Hof van Riddervoorde was een groot deel van de 12de en 13de eeuw in handen van de familie de Riderfort. Willem van Normandië, rond 1128 met Diederik van de Elzas in een machtsstrijd over Vlaanderen verwikkeld, plunderde Ruddervoorde.
De omgeving werd tijdens de middeleeuwen ontbost, wat ruimte maakte voor veeteelt. De bossen konden zich niet herstellen en er ontstond een groot ruw veldgebied tussen Torhout en Loppem, een deel van het Bulskampveld. Het westelijke deel was het Wijnendaleveld, toebehorende aan de heerlijkheid Wijnendale. De eigenaar, Adolf, hertog van Kleef, schonk het gebied aan zijn laten, die het tegen vergoeding mochten gebruiken om te gebruiken als vrije weide. Dit werd het Vrijgeweid genoemd.
In 1559 werd het bisdom Brugge opgericht, waaronder nu Ruddervoorde viel als onderdeel van het decanaat Torhout. In de 16de eeuw leed de streek onder de Tachtigjarige Oorlog en de Beeldenstorm. Op het eind van de eeuw en het begin van de 17de eeuw kampte het bisdom met een priestertekort en ook Ruddervoorde moest bediend worden door de deken van Torhout. In de Habsburgse periode kwam er een heropleving en Ruddervoorde had vanaf 1621 weer een priester.
In de Oostenrijkse Nederlanden werd halverwege de 18e eeuw ten oosten van het dorp de steenweg Brugge-Kortrijk aangelegd op een oud, rechtgetrokken tracé. Ten zuidoosten van de weg werden op het vroegere veldgebied bomen aangeplant, de Munkebossen, eigendom van Abdij Ten Duinen, en te zien op de Ferrariskaart uit de jaren 1770. De kaart toont ten noordwesten van de dorpskern ook het gehucht Eyseloostraete, of Sijslo, en in het zuiden gehuchtjes als Haeselbeke Straete, De Maerminne en Westcant.
Op het eind van het ancien régime werden de heerlijkheden afgeschaft en werd Ruddervoorde een gemeente in het Departement Leie. De kerkelijke bezittingen werd verbeurd verklaard. Zo kocht Bruggeling Bernard Van Severen een stuk van de vroegere abdijgronden en liet er het kasteeltje Raepenburg optrekken. Landheer de Croeser de Berges liet een hofsteden uitbouwen tot het kasteeltje Zorgvliet en de familie Pecsteen liet een woning uitbouwen tot Kasteel Pecsteen. In 1821 werd een watermolen opgetrokken op de Grote Beek, in het zuiden van Ruddervoorde. In 1837 vestigden zich vijf dames in Ruddervoorde en vormden er een klooster en openen er een vrije school. In 1842 werden de laten van het Vrijgewijd gemeenschappelijk eigenaar van het gebied. Na ontginning konden ze de stukken grond verkopen of verhuren. In de periode 1879-1884 werd de kerk aangepast en vergroot.
Op het eind van de 19e eeuw werd door Ruddervoorde de tramlijn Brugge-Zwevezele geopend. Op het einde van de Eerste Wereldoorlog werd de kerk door de terugtrekkende Duitsers gedynamiteerd. In het zuiden van Ruddervoorde werd het gehucht Baliebrugge in 1935 een zelfstandige parochie. Rond het Vrijgeweid waren nog steeds blijvende discussies omtrent het eigendomsrecht en pas in 1942 werden de gronden van het Vrijgeweid definitief aan de Belgische staat toegekend en konden ze verder drooggelegd en verkaveld worden. In de jaren 50 werd in de jonge parochie van Baliebrugge een kerk opgetrokken.
Bij de gemeentelijke fusies van 1977 werd Ruddervoorde een deel van de fusiegemeente Oostkamp. In de eerste helft van de jaren 80 werd op de westgrens van Ruddervoorde de autosnelweg A17/E403 aangelegd.

## Demografische ontwikkeling
- Bronnen:NIS, Opm:1831 tot en met 1970=volkstellingen; 1976 = inwoneraantal op 31 december

## Bezienswaardigheden
- De Sint-Eligiuskerk
- De Zingende Watermolen uit 1821
- De Zephyrusmolen uit 1975-1990
- De Molenhoekmolen uit 1986

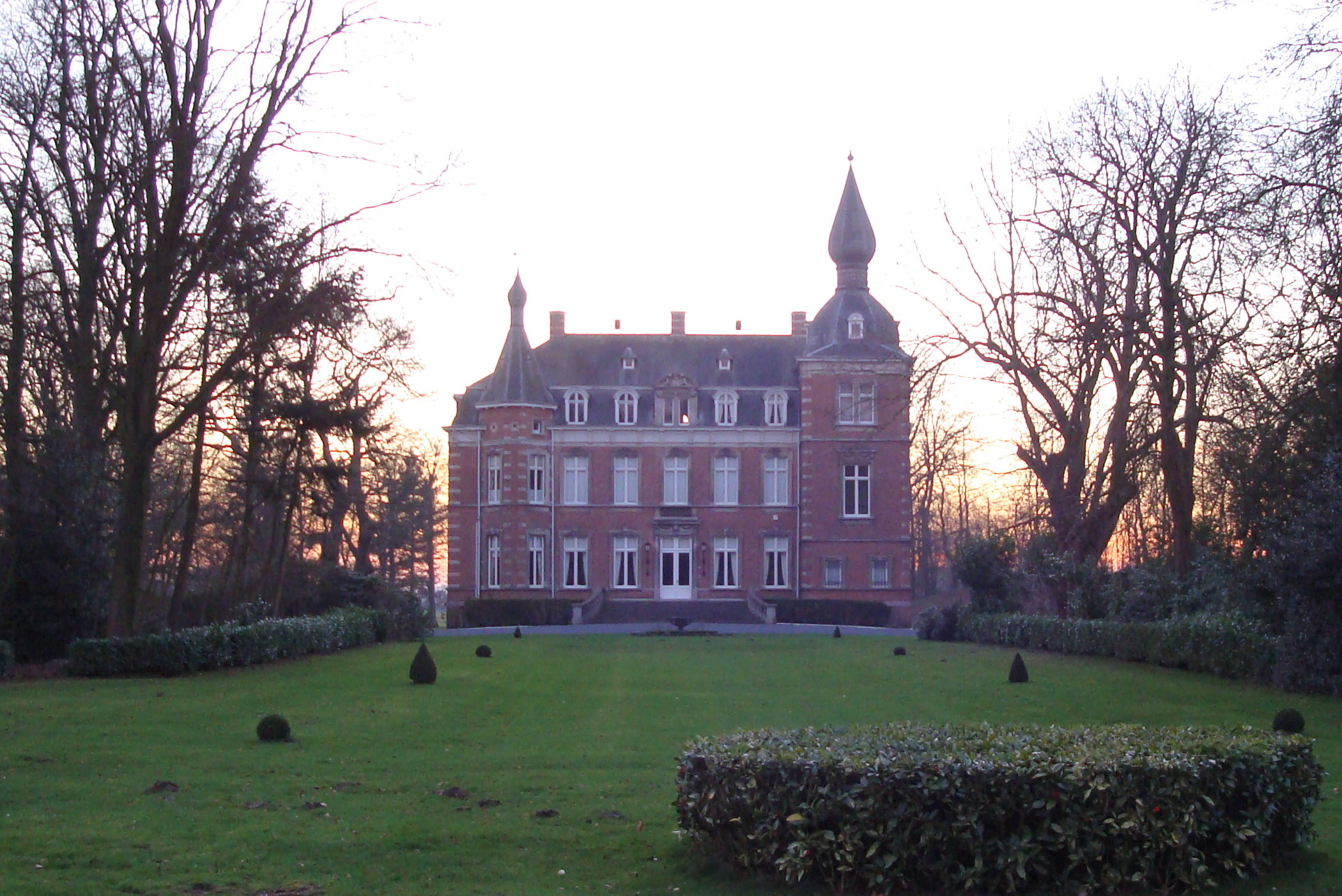
Kasteel Pecsteen

- Het Kasteel Pecsteen (privé residentie), bewoond door baron Pecsteen
- Het Kasteel Raepenburg (privé residentie), bewoond door de familie d'Udekem d'Acoz
- Het Kasteel Sint-Hubert (privé residentie), gebouwd door familie van Outryve d'Ydewalle, nu bewoond door ridder de Schietere de Lophem
- Het Kasteel Lakenbossen (ook: Rood Kasteel) (privé residentie), gebouwd door ridder Eugène-Augustin van Outryve d'Ydewalle, en werd vooral bekend door de moord van zijn schoonzoon Jhr. Henri d'Udekem d'Acoz (Moorden van Beernem)
- Het Kasteel De Akker (privé residentie), gebouwd voor Jhr. Adhémar de Thibault de Boesinghe en Emma van Outryve d'Ydewalle
- Het Kasteel Doeveren (privé residentie), gebouwd door familie de Thibault de Boesinghe, daarna eigendom van families Arents de Beerteghem en Janssens de Bisthoven
- Het Kasteel Zorgvliet, gebouwd door burggraaf de Croester en later eigendom van Paul van Caloen de Basseghem. Het kasteel werd afgebrand door een hevig onweer
- Het Kasteel Leegendael (privé residentie), gebouwd door Daniel de Schietere de Lophem (1883-1943) op grond verworven door zijn vrouw Marthe van Outryve d'Ydewalle (1883-1915). In 1930 erfde ridder Guy de Schietere de Lophem het kasteel na het overlijden van zijn grootvader ridder Paul-Pierre van Outryve d'Ydewalle (1858-1930) langs moeders kant. Momenteel eigendom van Dr. Freddy Vandenbussche.

## Natuur en landschap
Ruddervoorde ligt in Zandig Vlaanderen. Het gebied is betrekkelijk bosrijk, en het telt diverse kastelen met hun park. De hoogte bedraagt ongeveer 15 meter. Diverse beken zoals Velddambeek en Leugaartsbeek lopen in voornamelijk noordoostelijke richting.

## Politiek
Tot de gemeentelijke fusie van 1977 had Ruddervoorde een eigen gemeentebestuur en burgemeester.

## Verkeer en vervoer
Van noord naar zuid loopt in het westen de autosnelweg A17/E403. De snelweg heeft een afrit 11 naar Ruddervoorde in het noordwesten van Ruddervoorde. In het zuidwesten ligt ook afrit 10 op het grondgebied van Ruddervoorde, maar deze afrit is enkel bereikbaar vanuit Torhout.
Ten oosten van het dorp loopt de N50, de oude steenweg van Brugge naar Kortrijk. Van oost naar west wordt Ruddervoorde doorsneden door het traject van de N368 van Knesselare naar Oudenburg.

## Sport

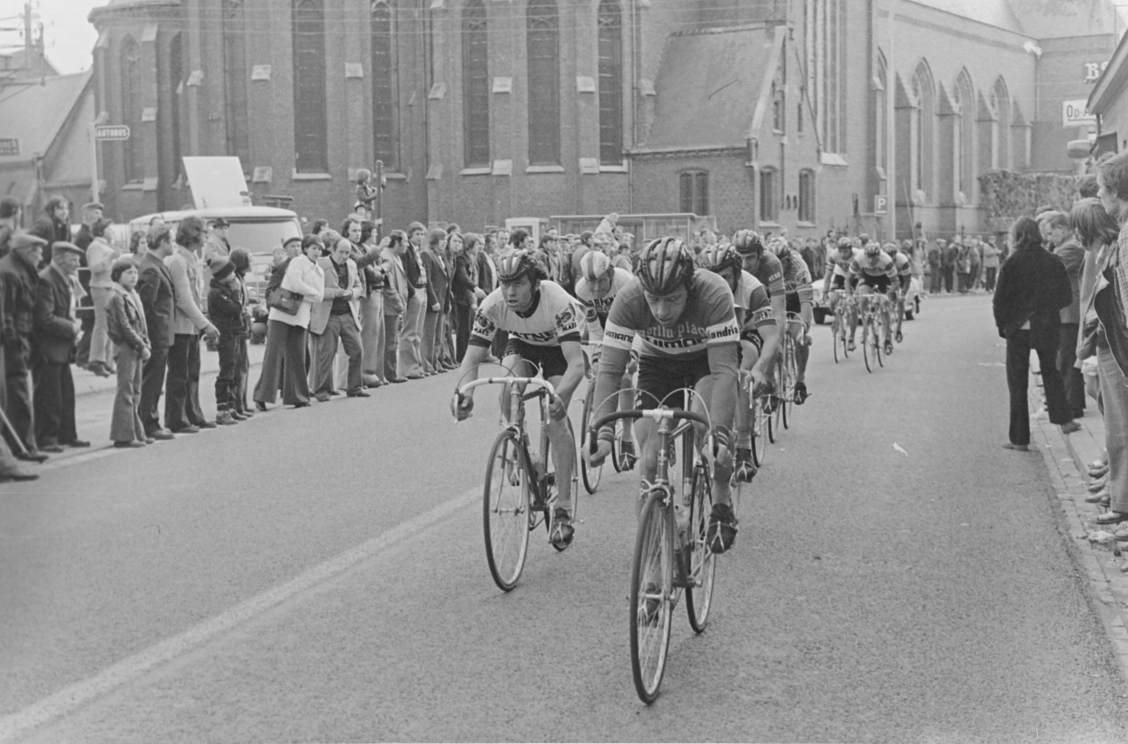
Het peloton doorkruist Ruddervoorde tijdens de Sint-Elooisprijs in 1974.

Ruddervoorde is bekend van het veldrijden. Traditioneel wordt er de eerste belangrijke wedstrijd van het seizoen gereden. De wedstrijd vindt meestal plaats op de tweede zondag van oktober en telt mee voor de Hansgrohe Superprestige (een regelmatigheidscriterium bestaande uit 8 manches).
Verder is er ook de wegwedstrijd Sint-Elooisprijs voor elite met contract die reeds verreden wordt sedert 1952 en opgericht werd door vrienden van Leon Vandaele.
Voetbalclub KDC Ruddervoorde is aangesloten bij de KBVB en speelt er in de provinciale reeksen.
Ook kent Ruddervoorde een judoclub genaamd JC Ruddervoorde.
Ruddervoorde kent eveneens een volleybalclub: RUVO, opgericht in 1968.

## Geboren in Ruddervoorde
- Geraard van Ruddervoorde, 10e grootmeester van de tempelier orde (1189†),(het is niet helemaal bewezen, maar onder behoud van zijn afkomst Ruddervoorde, Rutherforde, Riderforde en zijn gebruik van het wapen van Vlaanderen als vazal van de graaf, mag geconcludeerd worden dat hij afkomstig was uit Vlaanderen.)
- Albert Lietaert (1882-1963), componist, muziekpedagoog en dirigent
- Leon Vandaele, wielrenner (1933-2000)
- Thomas Buffel, voetballer

## Nabijgelegen kernen
Waardamme, Veldegem, Zwevezele